# モーヒト・シャルマ (兵士)
モーヒト・シャルマ少佐、 AC 、 SMは、死後、インドで最も高い平和時の軍の装飾であるアショカチャクラを授与されたインド陸軍将校。Maj Sharmaは、エリートの1st ParaSFの出身。 彼は2009年3月21日に、カップワーラ地区でブラボー暴行チームを率いて戦死。
2009年3月21日、彼はジャンムーカシミール州のクップワラセクターのハフルーダの森でテロリストと遭遇。4人のテロリストを殺害し、2人のチームメイトを救出したが、複数の銃創を負った。これにより彼は死後、インドで最高の平和時の軍の装飾であるアショカチャクラを授与された。 彼のキャリアの早い段階で2つのギャラントリー装飾を授与された。最初だったのCOA表彰カードの間の例示的なテロ対策業務用操作Rakshak続いた、セナメダル2005年秘密操作後勇敢ため   モーヒト・シャルマ少佐は、陸軍将校であり、国への奉仕の遺産を続けている妻のリシマ・シャルマ少佐によって生き残っている。
2019年、デリーメトロコーポレーションはラジェンドラナガル地下鉄駅を「メジャーモヒットシャルマ（ラジェンドラナガル）地下鉄駅」に改名。 

## 初期の人生と教育
1978年1月13日ハリヤーナ州ロータクで生まれた。家族からはニックネームの「Chintu」、NDAのバッチメイトからは「Mike」と呼ばれる。彼は1995年にDPSGhaziabadから12回目の学校教育を修了し、その間にNDA試験に参加した。 12回目の修了後、マハラシュトラ州シェガウンのシュリーサントガジャナンマハラジ工科大学に入学。  しかし、大学時代、NDAのSSBをクリアし、インド陸軍に加わることを選択した。彼は大学を卒業し、国防アカデミー（NDA）に参加。彼はギター、口オルガン、シンセサイザーの演奏が得意だった。 彼はライブパフォーマンスをすることを躊躇せず、ヘマントクマールの歌を歌い、口のオルガンで演奏した。 

## 軍歴
1995年、モーヒトシャルマはエンジニアリングを離れ、NDAに参加。NDAトレーニング中、水泳、ボクシング、乗馬などの複数の活動に秀でていた。彼の好きな馬は「インディラ」。バワニ・シン大佐の訓練を受け、乗馬のチャンピオンになった。また、フェザーウェイトカテゴリーのボクシングの勝者でもあった。
NDAでの学術研究を終えた後、1998年にインド軍事アカデミー（IMA）に参加。 IMAでは、大隊カデット補助者のランクを授与された。ラシュトラパティバワンで当時のインド大統領KRナラヤナンに会う機会を得た。彼は1999年12月11日に中尉に任命された。 
彼の最初の投稿は、第5大隊マドラス連隊（5マドラス）のハイデラバードであった。兵役の3年間の成功を完了すると、モヒット少佐はパラ（特殊部隊）を選択し、2003年6月に訓練を受けたパラコマンドになり、12月11日に船長に昇進した。 その後、カシミールに配置された。 2005年12月11日にメジャーに昇進し勇気を持ってセナメダルを授与された。 ベラガヴィでコマンドスを訓練する責任を与えられ、そこで2年間指導した。その後、モヒット・シャルマは再びカシミールに移され、そこで最高の犠牲を払った。 

## アショカチャクラ

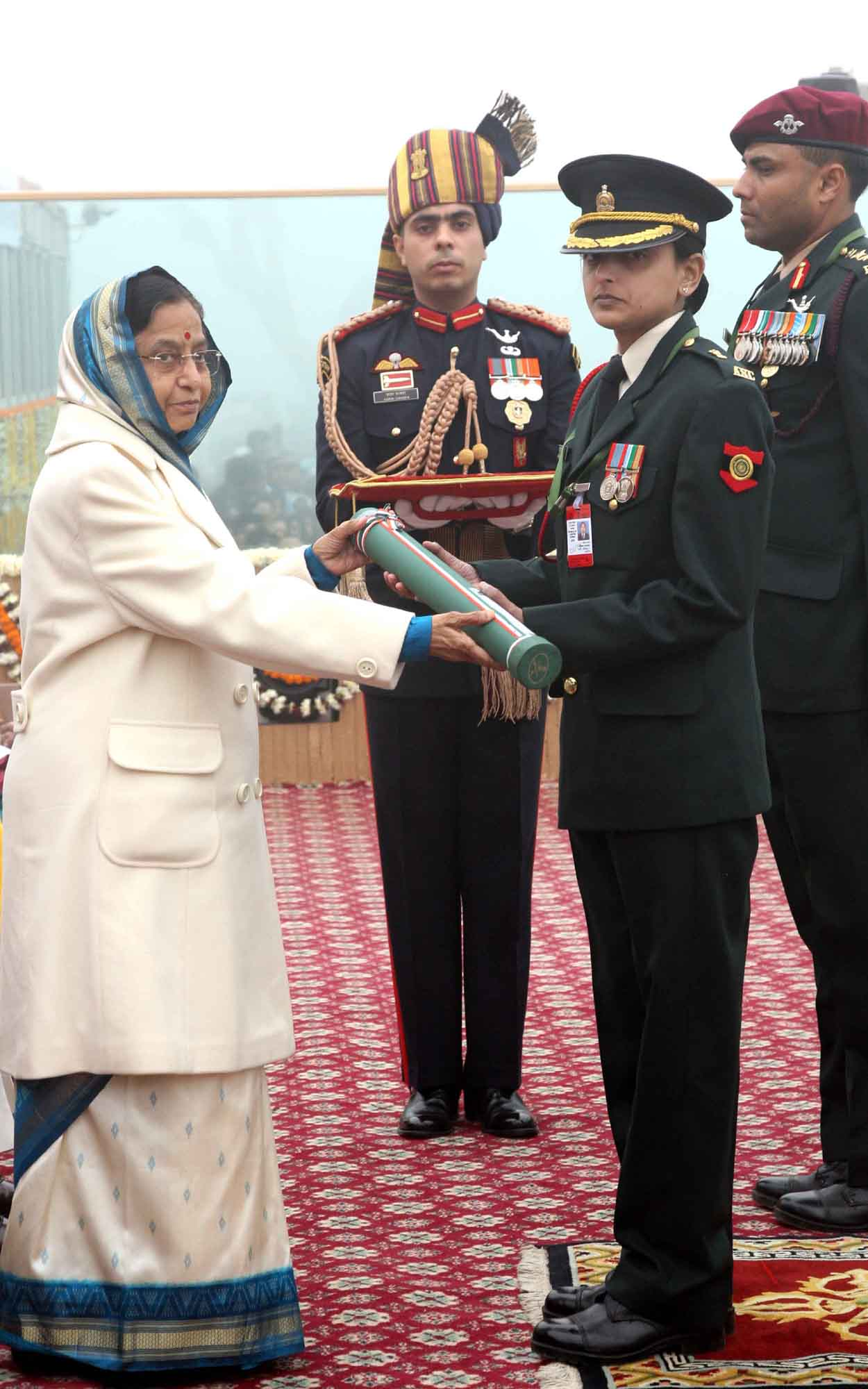
アショカチャクラを受け取るモヒット少佐の妻、リシマ・シャルマ少佐

クップワラ作戦中にモーヒト・シャルマ少佐が行った最高の犠牲に対して、彼は2010年1月26日に国内最高の平和時ギャラントリー賞「アショカチャクラ」を授与された。